# 侧柏酮
侧柏酮（英語：Thujone）又称“崖柏酮”或“酮”，是一种酮以及一种单萜，天然存在于两个非对映体形式：(−)-α-侧柏酮和(+)β-侧柏酮。侧柏酮类似有薄荷醇的气味。尽管有关侧柏酮最广为人知的是，它是苦艾酒中所含的一种化学物质，但最近的研究表明苦艾酒只含有少量侧柏酮，所以侧柏酮可能不是报道中提及的苦艾酒能致幻的原因。侧柏酮能作用于大脑中的GABA受体和5-HT3受体。许多国家都对食物或饮料中侧柏酮的含量的都做了限制。
除了天然的(−)-α-侧柏酮和(+)β-侧柏酮的，理论上侧柏酮还存在另外两个对映体形式：(+)-α-侧柏酮和(−)β-侧柏酮：

(−)-α-侧柏酮
(+)-α-侧柏酮
(+)-β-侧柏酮
(−)-β-侧柏酮